# 切斯特維爾 (緬因州)
切斯特維爾（英語：Chesterville）是一個位於美國緬因州富蘭克林縣的市鎮。

## 人口
根據2020年美國人口普查的數據，切斯特維爾的面積為97.25平方千米，當中陸地面積為93.68平方千米，而水域面積為3.57平方千米。當地共有人口1328人，而人口密度為每平方千米14人。